# Galidictis fasciata
La mangusta fasciata (Galidictis fasciata  (Gmelin, 1788)) è un carnivoro della famiglia degli Eupleridi. Il suo nome comune locale è vontsira fotsy, "vontsira bianca" in malgascio.

## Descrizione
Il colore di fondo del mantello è marroncino-crema; su di esso spiccano delle strisce longitudinali scure, che vanno dalle orecchie alla base della coda. Rispetto alle altre specie di manguste del Madagascar, ha zampe più lunghe e piedi più grandi. Maschi e femmine sono quasi indistinguibili; anche i giovani hanno lo stesso aspetto e si differenziano dagli adulti soltanto per le minori dimensioni.

## Distribuzione e habitat
Come tutte le specie della sua famiglia, è endemico del Madagascar, di cui abita le foreste orientali.

## Biologia

### Alimentazione
Mangia in prevalenza roditori e piccoli lemuri, ma anche rettili e anfibi.

### Comportamento
Sappiamo molto poco su G. fasciata, poiché l'habitat forestale in cui vive rende molto difficile compiere studi approfonditi. Sappiamo tuttavia che è più attiva di sera e nel cuore della notte. Vive in coppie che si riproducono ogni anno, nei mesi estivi.

## Tassonomia
Viene suddiviso in due sottospecie: G. f. fasciata e G. f. striatus. Esse si distinguono tra loro per l'aspetto delle strisce e della coda. La prima ha la coda bianca e sottile e cinque strisce, mentre la seconda ha la coda marrone-rossiccia e spessa e otto-dieci strisce.
Come tutte le specie della sua famiglia, si è evoluto indipendentemente da tutti gli altri Carnivori sull'isola di Madagascar, separatasi dal continente africano già dagli inizi dell'era cenozoica. In passato veniva classificato tra le manguste, nella famiglia degli Erpestidi, ma recenti studi di biologia molecolare ne hanno sottolineato la stretta parentela con altri carnivori malgasci.